# Direito itálico
No Império Romano, a concessão de direito itálico ( ius italicum em latim ) era uma honra conferida pelos imperadores a certas cidades do Império, que, portanto, gozavam das vantagens jurídicas como se estivessem localizadas no solo italiano.

## Apresentação
O "ius italicum" não descreve um status especial, mas concedeu a certas comunidades localizadas fora da Itália uma ficção jurídica que as considerava localizadas em solo italiano. Como resultado, estas comunidades eram regidas pelo direito romano e não pelo direito local, e tinham maior grau de autonomia nas suas relações com os governadores da província.; cada pessoa nascida na cidade que se beneficia dos direito do solo, e podia adquirir automaticamente a cidadania romana . Finalmente, as terras da cidade estavam isentas de certos impostos  . Como cidadãos de Roma, os residentes da cidade podiam comprar e vender propriedades e estavam isentos de impostos de propriedade e impostos per capita.

## Comunidades beneficiando do direito itálico
O Digesto de Justiniano (50.15), contém uma lista de colônias romanas e outras comunidades que beneficiaram do « ius italicum ”, incluindo em particular:
- Balbeque,
- Antioquia da Pisídia,
- Cassandreia (Potideia),
- Filipos.

Na Hispânia romana, gozavam deste privilegio:
- Augusta Emerita (Mérida)
- Pax Iulia (Beja)
- Iulia Gemella Acci (Guadix, Granada)
- Libisosa Forum Augustana (Lezuza, Albacete)
- Ilici (Elche, Alicante)
- Valentia (Valencia)